# Фонастения
Фонастения — ослабленное смыкание связок. Может возникнуть при голосовой перенагрузке в результате усталости нервной системы. Врач не увидит изменений в состоянии слизистой носоглотки, но у певца возникнут жалобы на першение, осиплость, плохо звучащее форте и невозможность петь пиано. Это — функциональное заболевание, которое может устранить непродолжительный отдых, хороший сон и усиленное питание. Заболеваниями связок занимается фониатр. Часто повторяющаяся фонастения может перейти в устойчивое несмыкание. Первая причина — неправильное пение, а потому быстро наступающая и повторяющаяся, хроническая усталость связок. Другая причина несмыкания — это пение в больном состоянии (например, при ларингите или при остаточных явлениях после перенесенного гриппа), когда инфекция глубоко проникает в мышцы, сводящие голосовые связки. В голосе появляется сиплый призвук, возникающий даже после непродолжительного пения, становится нечистым интонирование, голос перестает держать тесситуру, далее возникает усталость в мышцах шеи и в области связок. Лечение хронического несмыкания может длиться несколько месяцев. Первое лекарство — полное молчание. У женщин несмыкание и даже полная потеря голоса (афония) может возникнуть из-за сильного стресса.